# Ion Onoriu
Ion Onoriu (n. 1937, Fântânele, județul Dâmbovița - d. 28 ianuarie1998, București) a fost un renumit acordeonist, interpret virtuoz de muzică populară și lăutărească, de etnie romă, șef de ansamblu român, lider religios, președintele Uniunii Democrate a Romilor din România devenită Partida Romilor Pro-Europa.

## Biografie
S-a născut pe 8 martie 1937 în satul Fântânele, județul Dâmbovița. În 1944 primește de la tatăl său o armonică cu 40 de bași (un strămoș al acordeonului), iar în 1953 își cumpără primul acordeon.

## Activitate artistică
În perioada 1968-1975 face înregistrări la Radio și la Electrecord, apare în numeroase emisiuni de televiziune (în special emisiuni de revelion). În aceeași perioadă are primele turnee internaționale (notabile fiind cele din Ierusalim și Paris, dar și concertele la restaurantele românești din New York: „Rapsodia Română" și „Transilvania").
În 1974 realizează numeroase înregistrări la Radiodifuziunea Română, sub acompaniamentul Orchestrei de muzică populară Radio dirijată de Radu Voinescu. A colaborat cu diverși dirijori printre care: Ionel Budișteanu, Constantin Mirea, Paraschiv Oprea, Florian Economu. Între melodiile înregistrate se numără: Jalea țiganului, Sârba de la Poenari sau Brâu ca la Ologeni.
Din 1975 dirijează diferite orchestre muzicale în componența cărora se numără: Toni Iordache (țambalist), Ion Miu (țambalist),  Costel Vasilescu (trompetist) și Mieluță Bibescu (clarinetist) și mulți alții. În 1980 are primul său concert în străinătate (Israel), urmând alte turnee, semnificative fiind cel din Berlin (1982) și cel din New York (1983).
A fost invitat împreună cu soția sa, Gabi Luncă, de președintele României Nicolae Ceaușescu să cânte unei delegații de politicieni. În 1990, organizează împreună cu Gabi Luncă cel mai mare concert de muzică lăutărească urbană (mahala) din istoria României, pe stadionul Dinamo, aici impunându-se și ca lideri ai etniei rromilor în prima jumătate a anilor `90.
În anul 1983 a jucat în filmul Amurgul fântânilor, în regia lui Virgil Calotescu. A participat în emisiuni de divertisment. 

## Activitate religioasă
Din  anul 1970, a fost botezat nou-testamental în apă, în ritul creștin penticostal, împreună cu soția sa, Gabi Luncă. A fost diacon și misionar creștin penticostal.
În 1992 lansează primul album de muzică lăutărească-religioasă, fiind prezentat în două turnee, în Paris și Madrid. A format și construit biserici. S-a implicat în activități cu caracter misionar: la TV, radio, în biserici, pe stadioane, locuri publice și în acțiuni de caritate în spitale, case de copii, penitenciare.
- Ministry of Salvation International

## Activitate politică
În 1989 i s-a profețit că are să ajungă "un mare președinte în țară" (p.166) și în iunie 1990 a fost rugat de un grup de romi intelectuali să se implice în mișcarea de emancipare a romilor din România, deoarece era cunoscut ca fiind un artist, familist, filantrop (p.166-168) și cea mai importantă trăsătură a sa a fost cea de credincios cinstit (p.164-165).  (Povestea vieții noastre - Succeed Publishing, 2000.) Această mișcare națională de emancipare a romilor a început în 1990 și s-a numit Uniunea Democrată a Romilor din România. (PARTIDELE POLITICE DIN ROMÂNIA - Agenția Națională de Presă ROMPRES, București 1991, p.95).
A fost invitat la Palatul Cotroceni de președintele României Ion Iliescu.
În 1992, Uniunea Democrată a Romilor și Societatea Romilor din București se transformă în Partida Romilor. A fost președintele Partidei Romilor între anii 1992 și 1994.